# 법무법인 지평
법무법인(유) 지평은 2000년에 설립된 대한민국의 대형 법무법인 중 하나이다.

## 법인개요
법무법인(유) 지평(JIPYONG LLC)은 현재 300여 명의 변호사, 외국변호사, 회계사, 전문위원 등이 활동하는 국내 7대 로펌 중 하나로 2000년 4월 3일 설립 이래 꾸준하게 성장해왔다.
법무법인(유) 지평은 소송ㆍ중재, M&A, 기업, 국제거래, 해외투자, 금융ㆍ증권, PE, 건설ㆍ부동산, 공정거래, 노동, 도산ㆍ구조조정, 지식재산권, 형사, 조세, 헌법, 행정, 보험, 해상, 국제중재, 상속ㆍ가사 등 모든 분야에 걸쳐 전문적이고 종합적인 법률서비스를 제공하고 있다.
특히 지평은 해외업무에 특화하여 중국, 베트남, 인도네시아, 미얀마, 캄보디아, 라오스, 미얀마, 러시아, 헝가리 등 해외에 사무소를 설치하고 해외업무 분야에서 선두를 달리고 있다.
국내 로펌 중 유일하게 지속가능성보고서를 발간하고 있고, 공익법인 두루를 설립하여 윤리성과 공익성 및 민주성을 실천하는 바람직한 법률전문가 공동체를 만들어 사회에 공헌하고자 한다.

## 사무소
- 서울: 서울 중구 세종대로 14 그랜드센트럴 A동 26층 (우)04527
- 순천: 전남 순천시 왕지로 24 금강타워 3층 (우)57932
- 부산: 부산광역시 연제구 황새알로 19-3, 2층 (우)47507
- 상하이: Room 2811, Shanghai Maxdo Center, No.8 Xing Yi Road, Shanghai, China
- 호치민시티: Room 1605, 16F, Centec Tower, 72-74 Nguyen Thi Minh Khai St., Xuan Hoa Ward, Ho Chi Minh City, Vietnam
- 하노이: Suite 1908, 19F, East Tower, Lotte Center Hanoi, 54 Lieu Giai St., Giang Vo Ward, Hanoi, Vietnam
- 자카르타: Gedung Artha Graha 23F, Jalan Jenderal Sudirman Kav. 52-53, Lot 25, Jakarta Selatan 12190, Indonesia
- 프놈펜: 9F, Phnom Penh Tower, #445 Monivong Blvd. (St.93/232), Sangkat Boeung Pralit, Khan 7 Makara, Phnom Penh, Cambodia
- 비엔티안: LLC Bldg., Nongbone Road, Saysetha Dist., Vientiane, Laos
- 양곤: Suite 208, Maha Land Center, No. 56 Kabar Aye Pagoda Road, Yankin Township, Yangon, Myanmar
- 모스크바: 119002, 43, Sivtsev Vrazhek Lane, Moscow, Russia
- 부다페스트: 1053 Budapest, Károlyi utca 12, Hungary

## 같이 보기
- 대한민국의 로펌